# Bass Sultan Hengzt
Fabio Ferzan Cataldi, (1981. augusztus 14.–) művésznevén Bass Sultan Hengzt németül beszélő  olasz és török származású rapper.

## Diszkográfia

### Szóló
| Év   | Cím                                | Slágerlista-helyezés | Slágerlista-helyezés | Eladott példány |
| Év   | Cím                                | NO                   | AU                   | Eladott példány |
| ---- | ---------------------------------- | -------------------- | -------------------- | --------------- |
| 2003 | Rap braucht kein Abitur            |                      |                      |                 |
| 2005 | Rap braucht immer noch kein Abitur | 74                   |                      | 15,000          |
| 2006 | Berliner Schnauze                  | 28                   |                      | 50,000          |
| 2007 | Der Schmetterlingseffekt           | 29                   |                      | 20,000          |
| 2009 | Zahltag                            | 33                   |                      | 5,000           |

### Közreműködései
| Év   | Cím                                | Slágerlista-helyezés | Slágerlista-helyezés | Eladott példány |
| Év   | Cím                                | NO                   | AU                   | Eladott példány |
| ---- | ---------------------------------- | -------------------- | -------------------- | --------------- |
| 2002 | Berlin bleibt hart (Orgi 69-cel)   |                      |                      |                 |
| 2004 | Von Bezirk zu Bezirk (MC Bogy-val) |                      |                      |                 |

### Egyéb
| Év   | Cím                                 | Infó(k)                 | Típus     |
| ---- | ----------------------------------- | ----------------------- | --------- |
| 2003 | Ketten raus, Kragen hoch            | Exkluzív internet-videó | Freetrack |
| 2003 | Du bist Freund, ich bin Feind       | Exkluzív internet-videó | Freetrack |
| 2004 | Untergrund Dizz (feat. Serk MC)     |                         | Freetrack |
| 2005 | Pass auf (feat. Fler & G-Hot)       |                         | Freetrack |
| 2005 | Fick Bushido                        | Bushido ellen           | Freetrack |
| 2006 | Freund oder Feind 2                 |                         | Freetrack |
| 2006 | Einzelkampf                         |                         | Freetrack |
| 2006 | Schläger gegen Streber (feat. Fler) |                         | Freetrack |
| 2007 | Ketten raus, Kragen hoch 2007       | Exkluzív internet-videó | Freetrack |
| 2009 | Exguterjunge                        | Bushido ellen           | Freetrack |

## Fordítás
- Ez a szócikk részben vagy egészben  a   Bass_Sultan_Hengzt című német Wikipédia-szócikk fordításán alapul.  Az eredeti cikk szerkesztőit annak laptörténete sorolja fel. Ez a jelzés csupán a megfogalmazás eredetét és a szerzői jogokat jelzi, nem szolgál a cikkben szereplő információk forrásmegjelöléseként.